# 金鸡湖
金鸡湖是位于中华人民共和国江苏省苏州市苏州工业园区的一个淡水湖，是中国面积最大的内城湖泊之一。湖面面积10768亩，水深平均2.5至3米，为一浅小湖泊，有河道与周围水系相通，湖心有大小两座人工岛。湖北面建有金鸡湖大桥，南面规划有金鸡湖隧道。
目前临湖标志性建筑有苏州文化艺术中心、苏州国际博览中心、苏州摩天轮公园等。位于湖南端的李公堤是苏州工业园区内一处餐饮休闲街区。除此以外，金鸡湖畔建成和在建的有3座世界级超高层摩天大楼，分别为东方之门、苏州国际金融中心、和在建的苏州中南中心。

## 人文景观

### 东方之门
东方之门位于金鸡湖的西侧，是一座301.8米高的门形摩天大楼。这座摩天大楼有着独特的构造，整个楼是双子塔结构，但在顶部双子塔合二为一，构成一张弓或是一扇门的形状。这座66层的大楼于2015年建成。据称竣工后的东方之门，将拥有“世界第一门”、“中国第一大高楼”、“中国结构最复杂的超高层建筑”、“中国单位用钢量最大的建筑”以及“中国最高的苏式园林”、“中国最深的私家酒窖”、“中国最高的过街天河”、“中国最高无边际泳池”八大纪录，毫无悬念地成为苏州新地标。

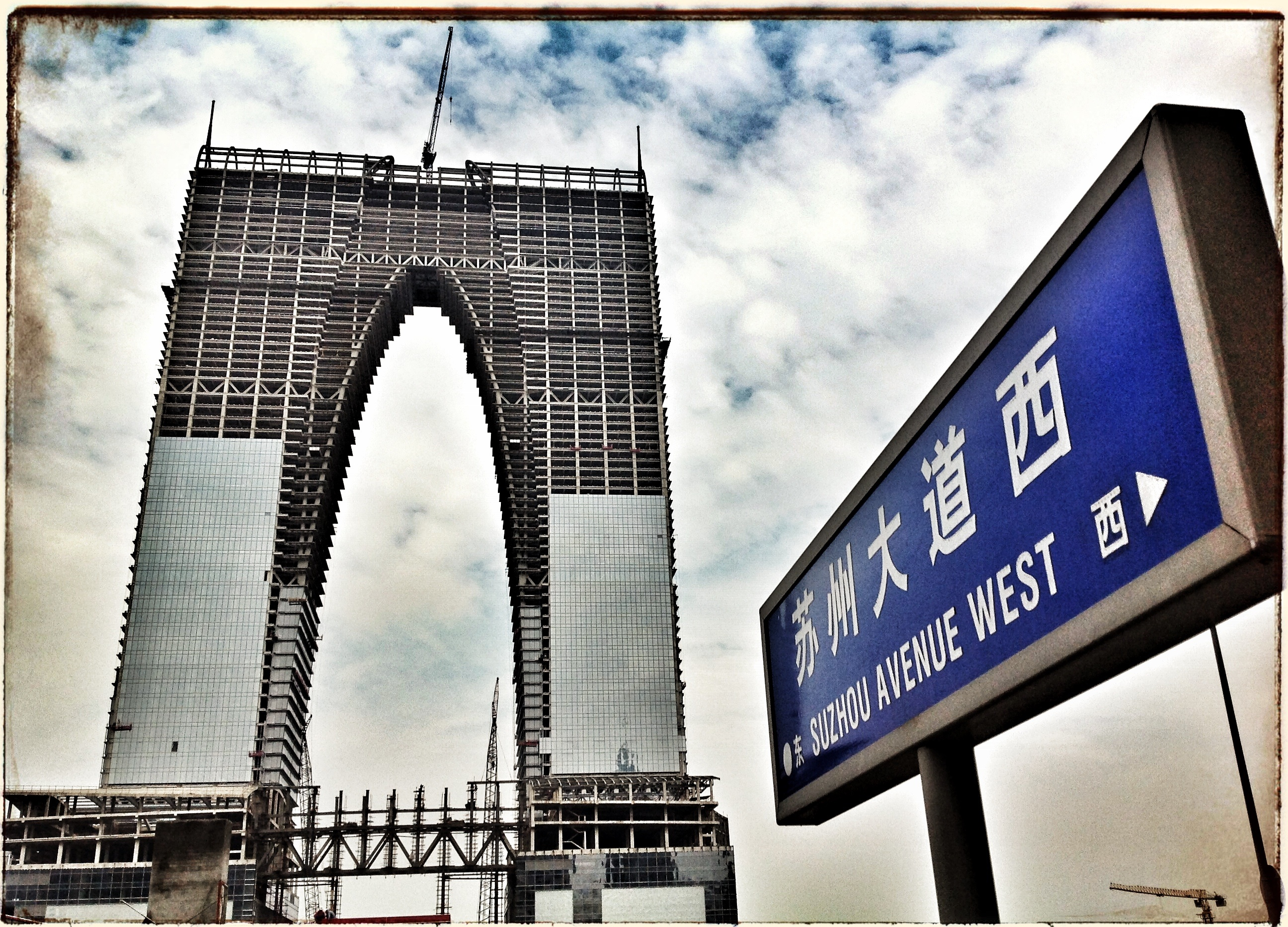
东方之门
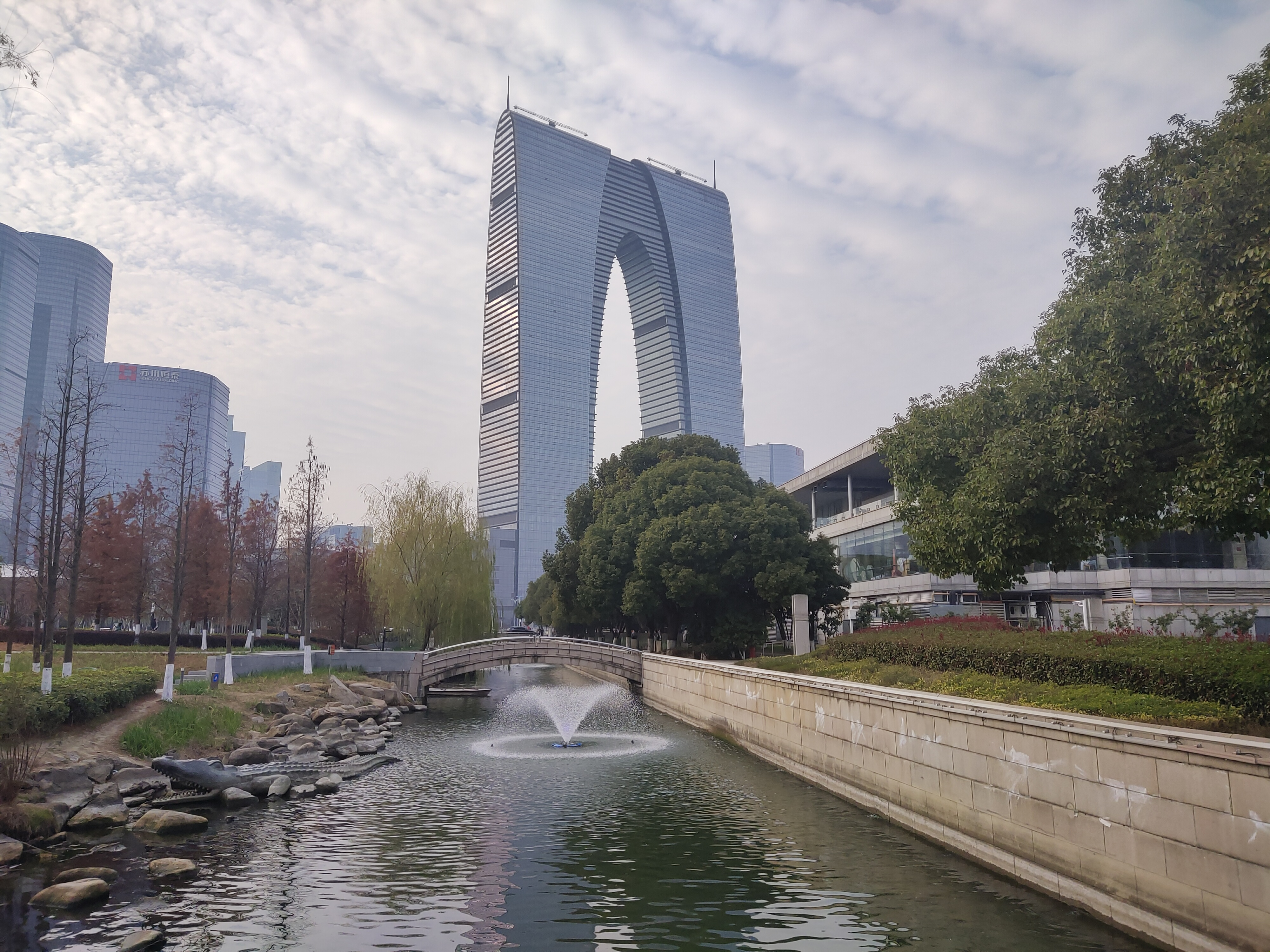
从金鸡湖景区看东方之门

### 苏州国际博览中心
苏州国际博览中心位于金鸡湖的东北侧，南临金鸡湖，占地面积18.86万平方米，总设计建筑面积25.5万平方米，于2004年10月20日投入使用。现有室内展厅8个，展示面积7万平方米，可提供3600个国际标准展位。苏州国际博览中心是亚太地区大型展览、会议的重要场馆之一。每年，在苏州国际博览中心内举行的重大展览会多达数十次。建筑的外观十分独特，像一把打开的巨大的扇子。

### 苏州文化艺术中心
苏州文艺中心位于金鸡湖东侧的文化水廊景区内，总建筑面积约15万平方米，由1200座大剧院、500座演艺餐厅、8块影幕共1500座IMAX电影城、1.2万平方米科技馆及3万平方米商业中心等功能组成。其外观类似于北京的“鸟巢”（国家体育场），因而常被戏称为“苏州鸟巢”。与国家体育场不同的是，苏州文艺中心成月牙形。

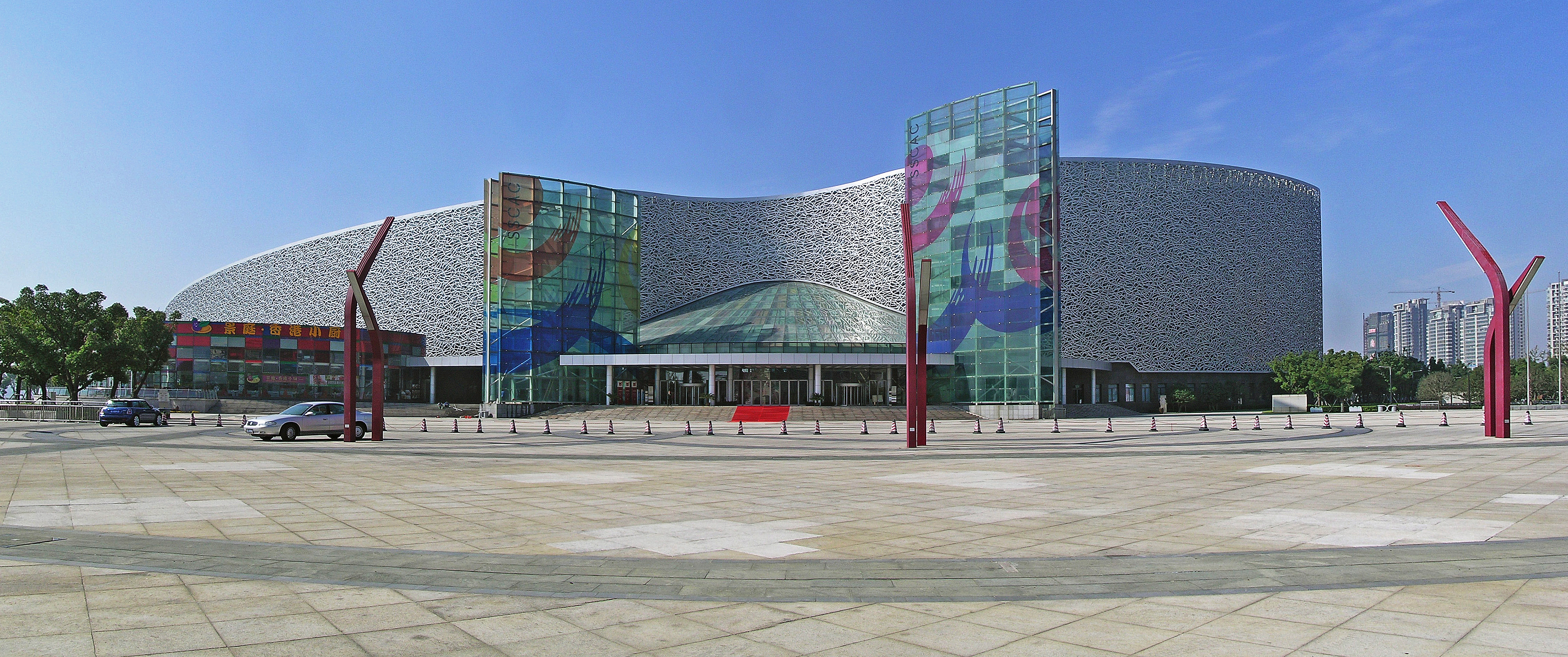
苏州文化艺术中心
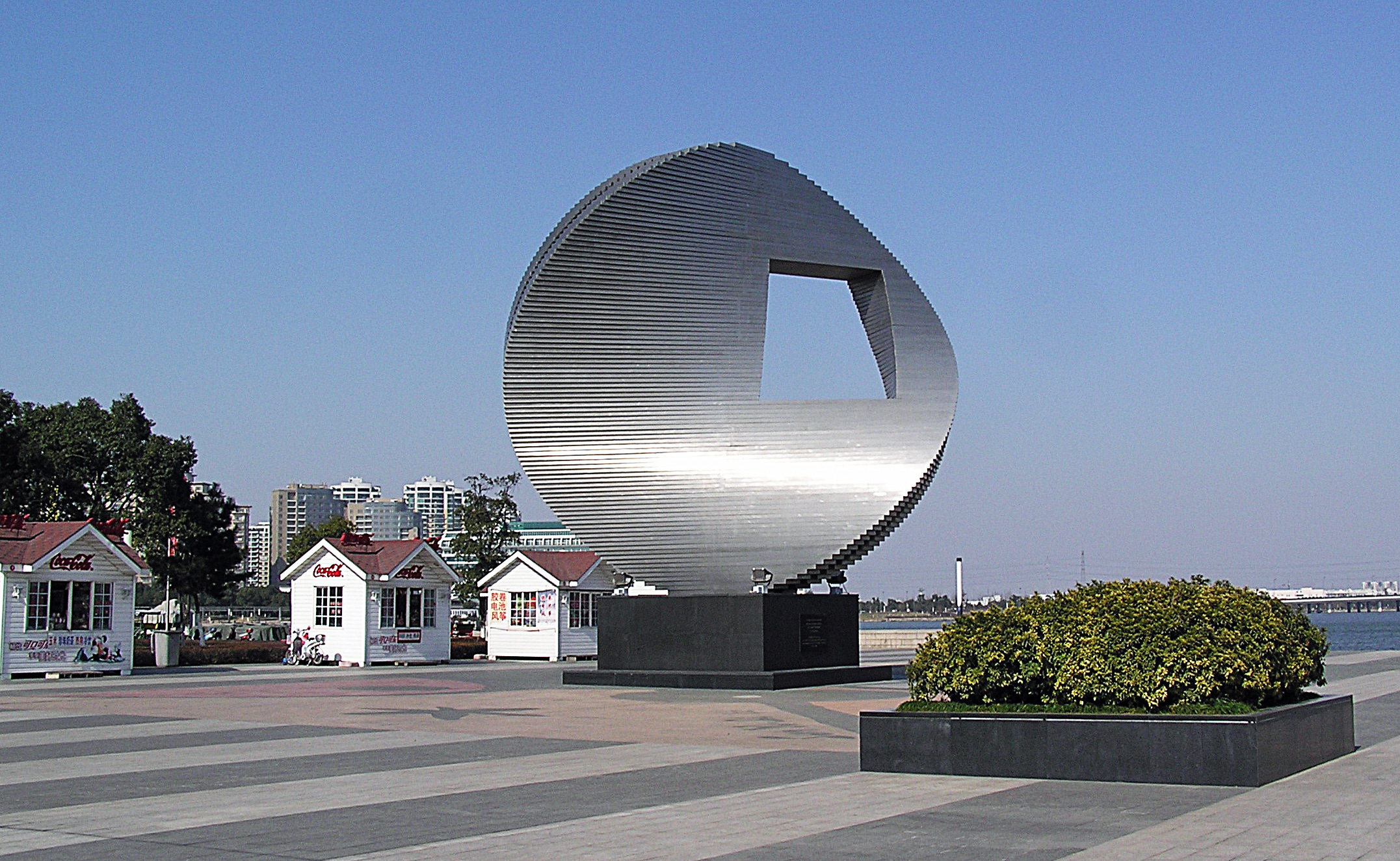
圆融雕像

### 摩天轮公园
摩天轮公园位于金鸡湖东北角，占地3万多平方米。园内有游乐园三宝，即旋转木马，过山车和摩天轮，其中摩天轮高达120米，可坐览金鸡湖全景。另外还有前往金鸡湖湖心岛的游船。

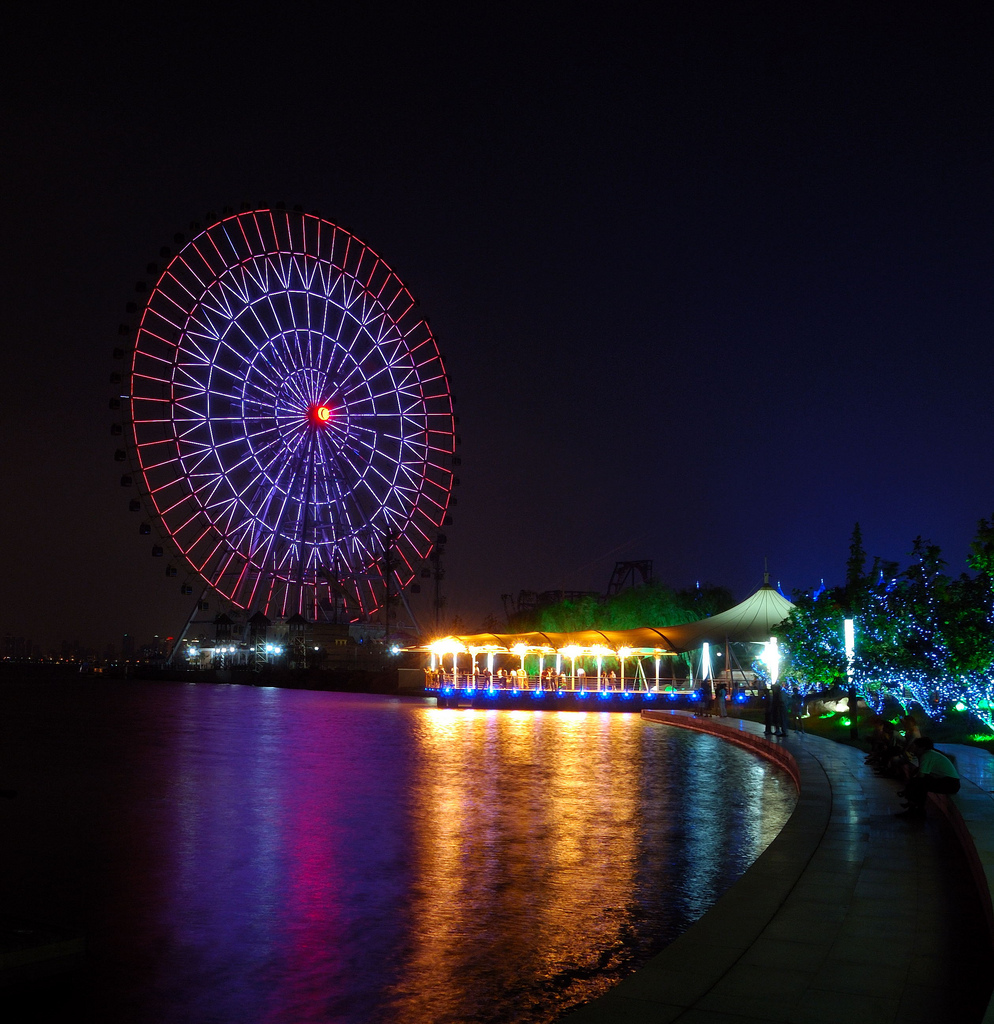
苏州摩天轮公园

### 李公堤
李公堤是位于金鸡湖内一条湖中长堤，全长1.4公里。李公堤于1890-1891年间由时任元和知县李超琼兴建，其建成大大便利了当时元和县与金鸡湖东部地区的交通，斜塘也因此逐渐繁荣，乃至形成集镇。现代李公堤经过重新整治后于2006年12月重新开街，成为一条集高端特色餐饮、娱乐、观光、休闲、文化为一体的国际风情商业水街。

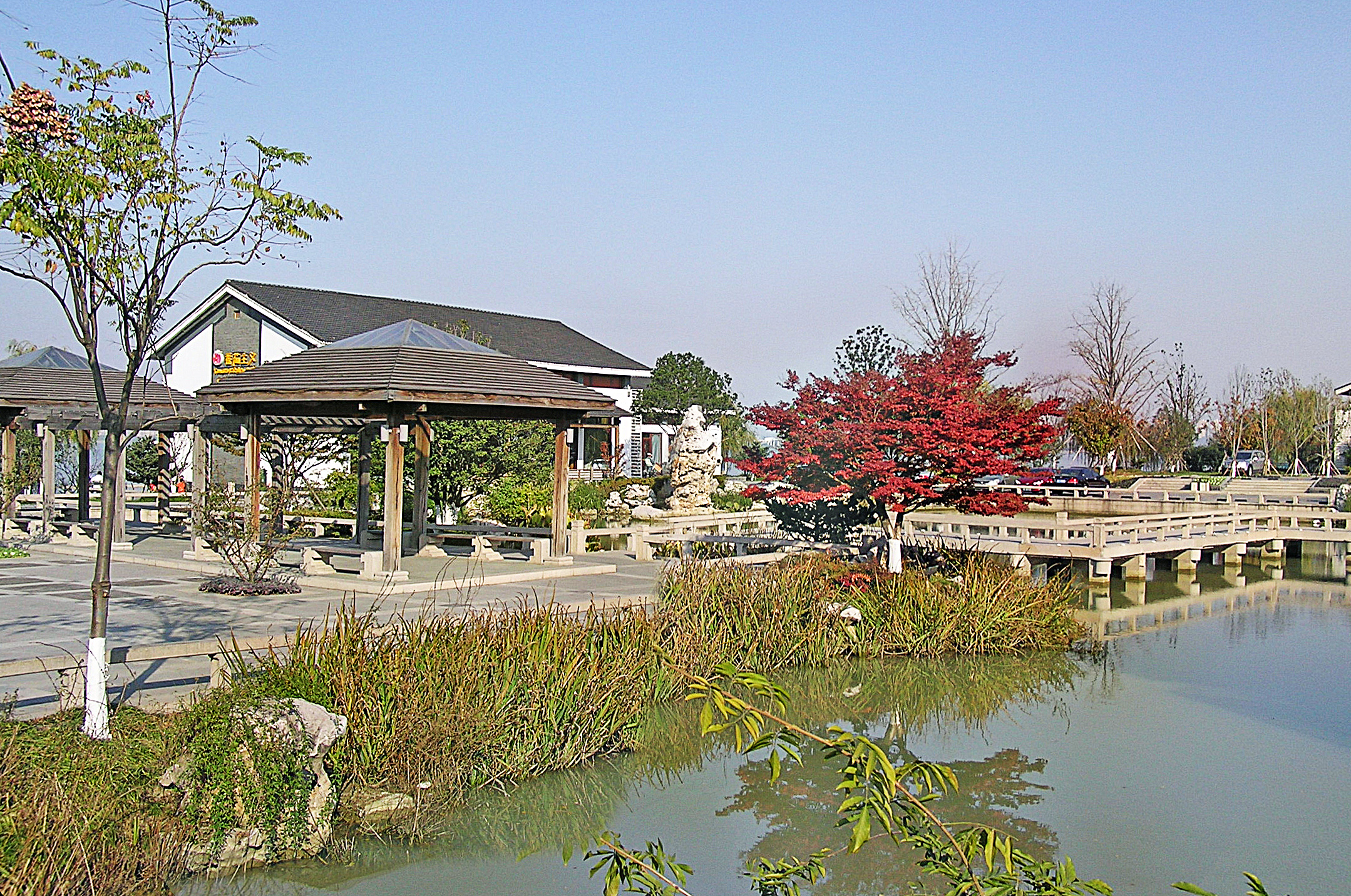
李公堤的餐厅
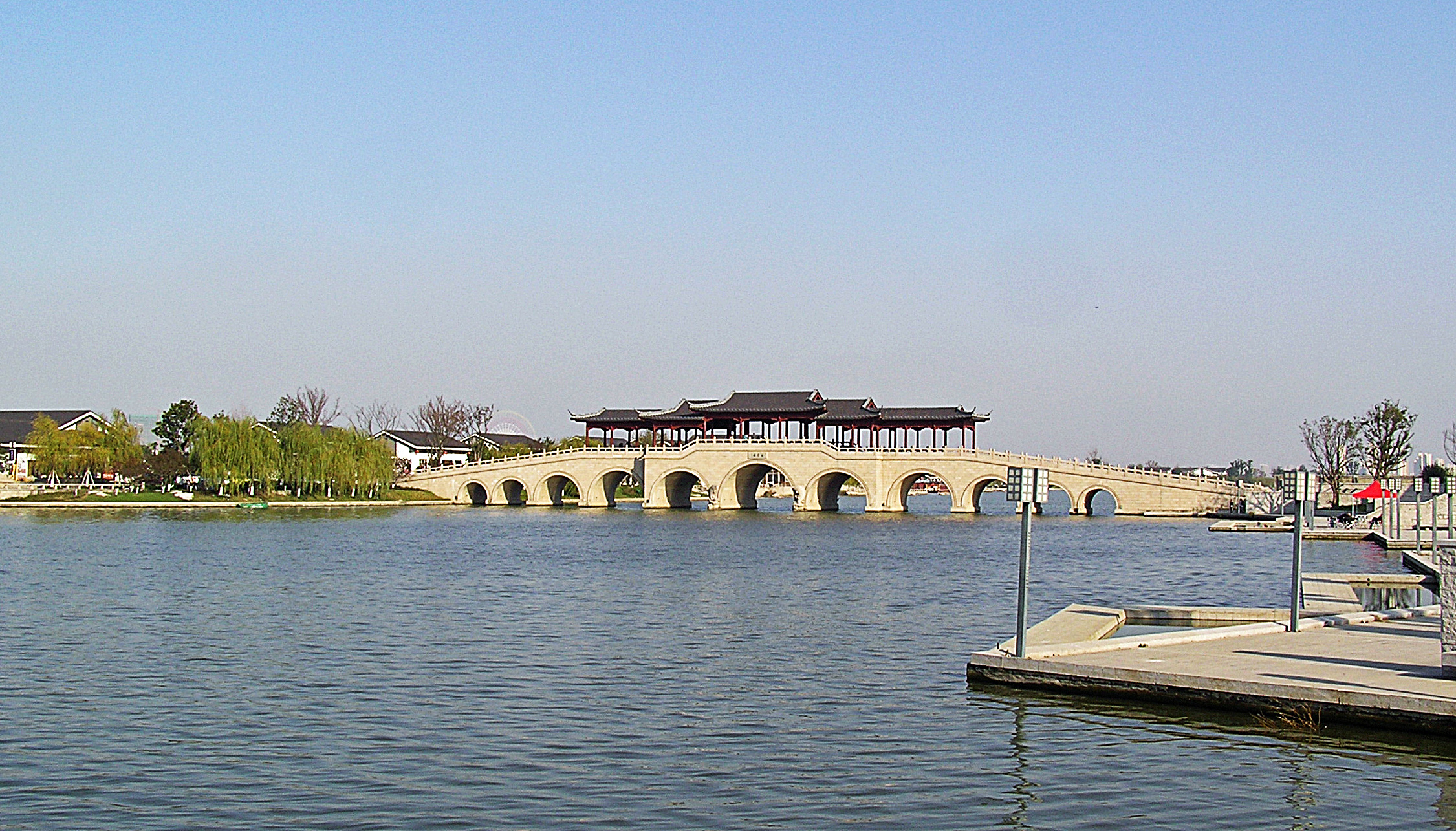
李公堤凌云桥
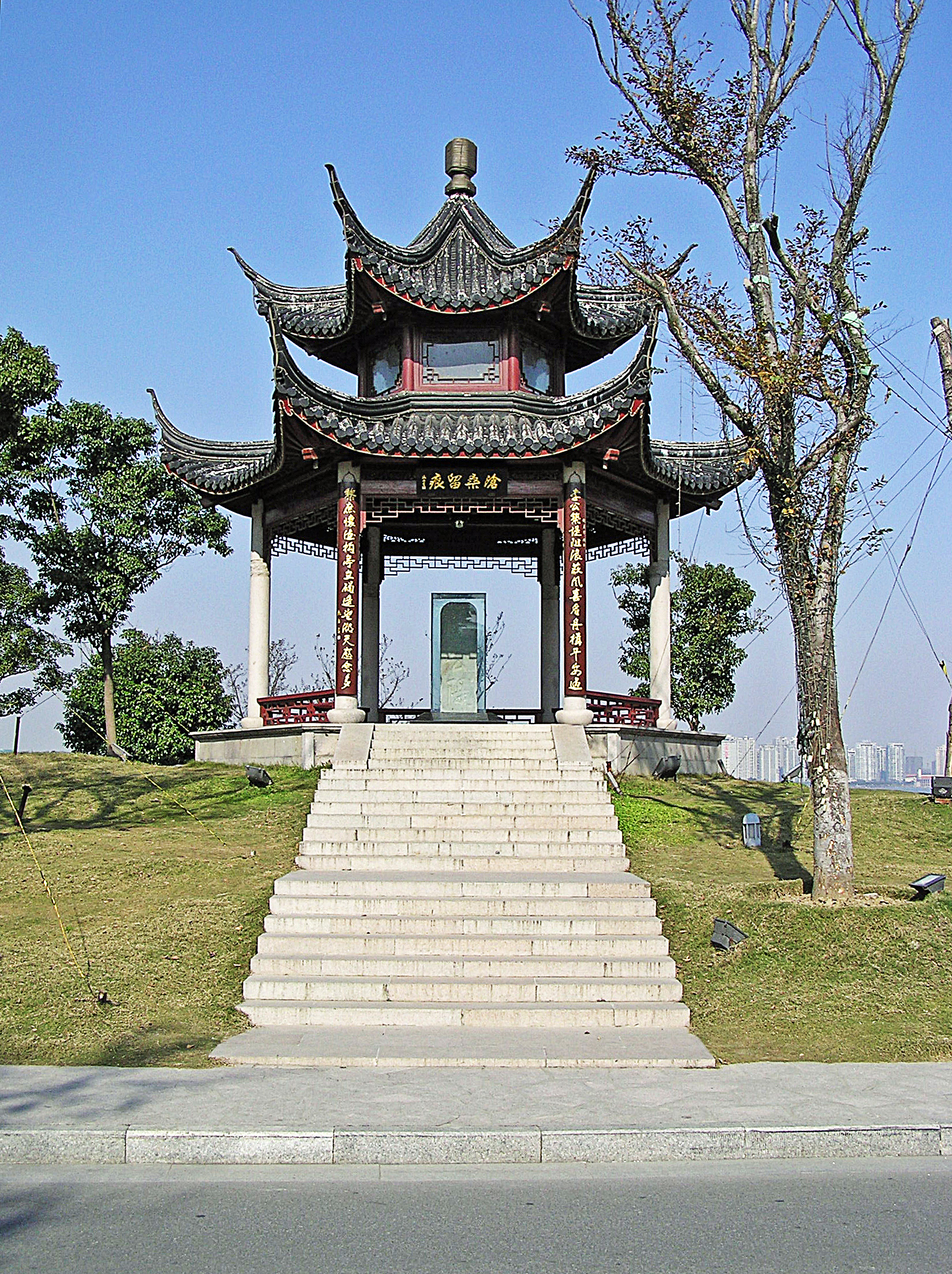
李公堤纪念亭及古碑文
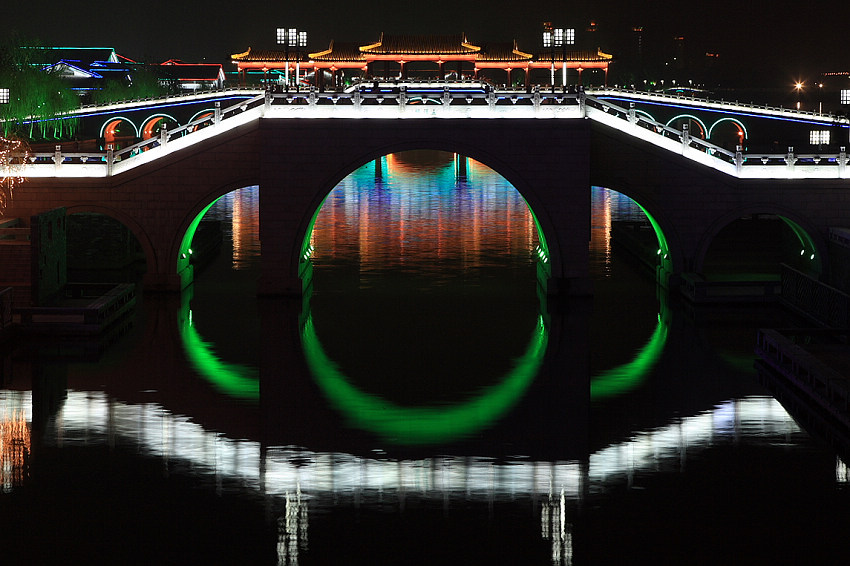
李公堤夜景
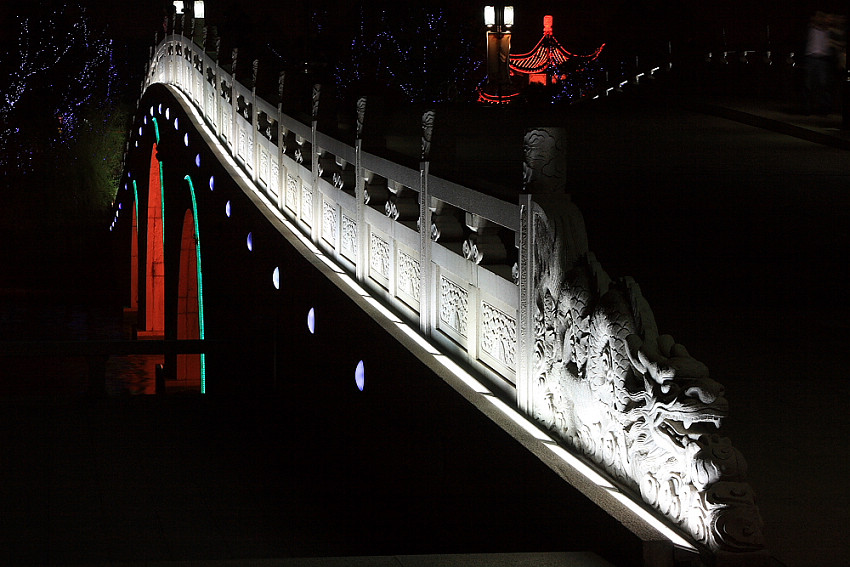
李公堤夜景

### 水幕电影
金鸡湖音乐喷泉·水幕电影是华东地区最大的综合水景工程。整个水景以“水韵飞歌”为主题，东西长130米，南北长208米，主题喷泉高度可达到108米。喷泉结合水幕电影、激光表演、艺术喷火、音乐、灯光为一体，生动地展现了园区的人文、科技、生态三大主题概念。音乐喷泉·水幕电影以其千姿百态、无与伦比的大型水景和视听效果洋溢着现代和浪漫，为夜金鸡增添了一大丽景。

### 其它景致

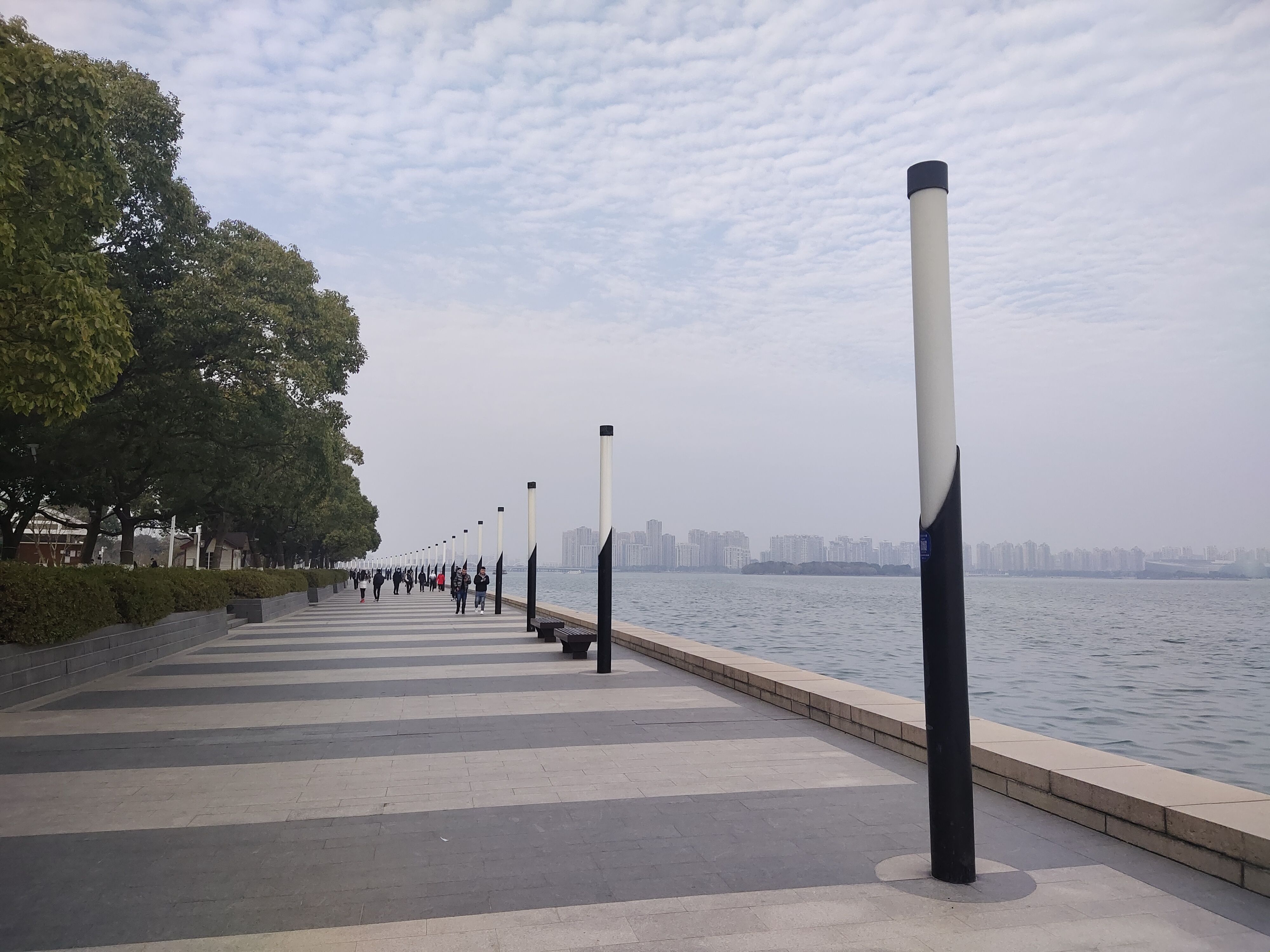
湖畔
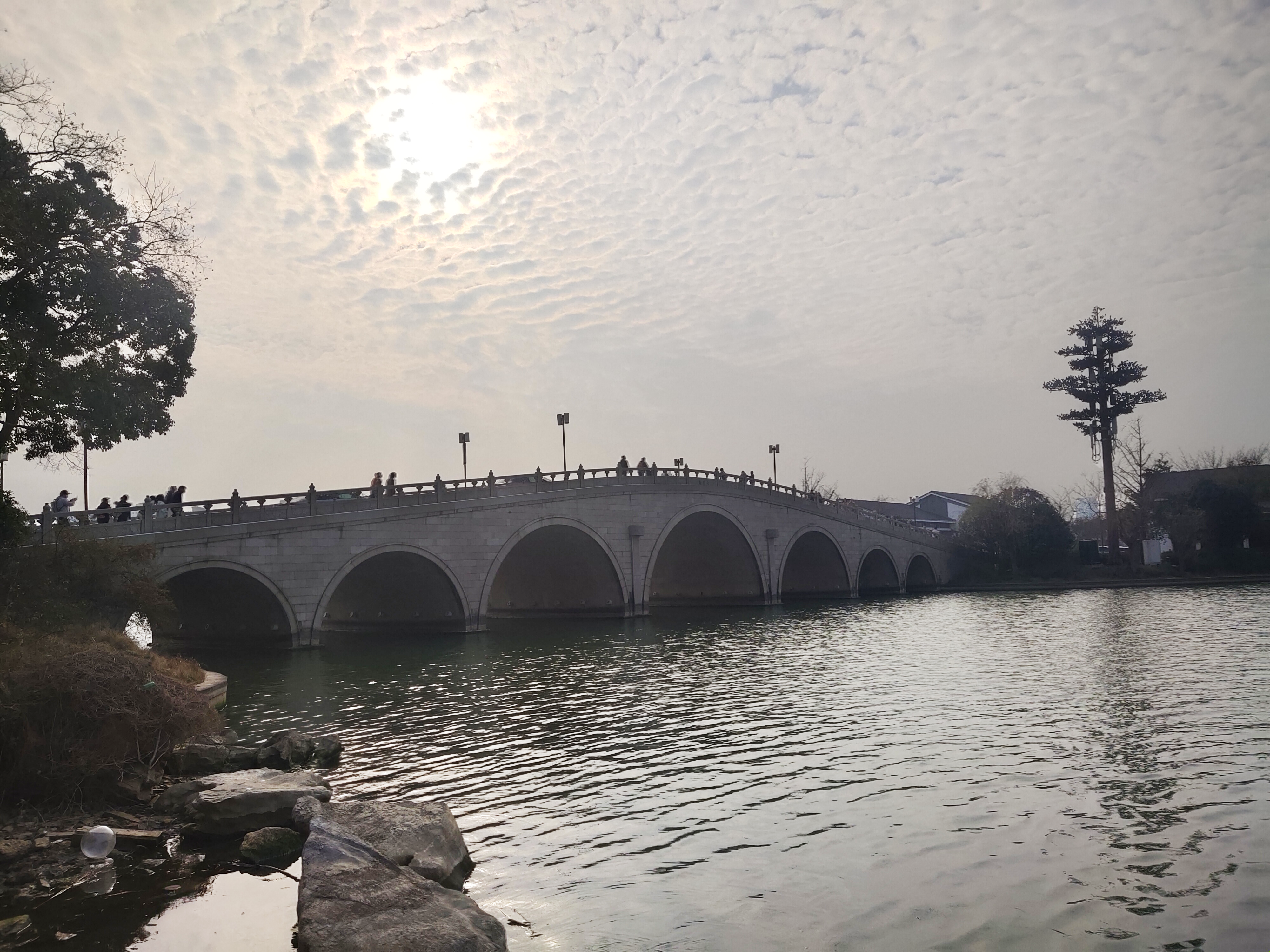
七彩桥
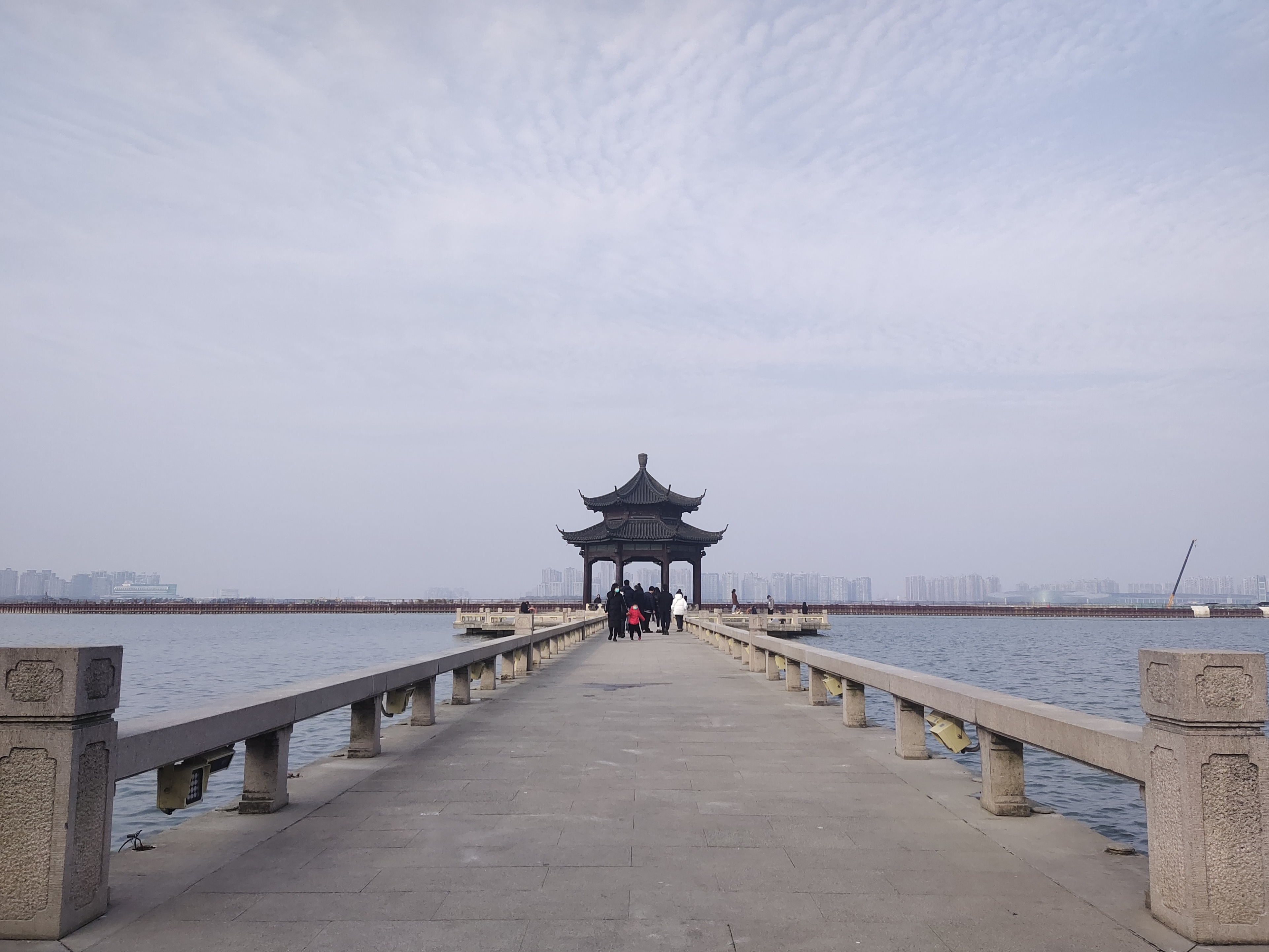
湖心亭

## 大事记
- 2010年4月10日，首届苏州环金鸡湖半程马拉松赛
- 2012年4月27日，第15届苏州国际旅游节开幕式在金鸡湖举行[2]。